# Hippopotamus creutzburgi
Hippopotamus creutzburgi es una especie extinta de hipopotámido que vivió en la isla de Creta. Llegó después de la crisis salina del Messiniense y vivió hasta el Pleistoceno.
Se han descrito dos subespecies: Hippopotamus creutzburgi creutzburgi e Hippopotamus creutzburgi parvus, esta última más pequeña.
Los huesos de hipopótamo enano de Creta fueron descubiertos por Dorothea Bate en la meseta de Katharo, al este de Creta, en la década de 1920.
Una especie similar, el hipopótamo enano de Chipre (Hippopotamus minor), vivió en la isla de Chipre hasta el Holoceno. Era más pequeña que cualquiera de las dos subespecies de hipopótamo enano de Creta.